# You Were Meant for Me
You Were Meant for Me is een Amerikaanse muziekfilm uit 1948 onder regie van Lloyd Bacon.

## Verhaal
De orkestleider Chuck Arnold maakt tijdens een optreden kennis met het plattelandsmeisje Peggy Mayhew. Ze worden meteen verliefd op elkaar en ze trouwen al de volgende dag. Peggy komt er al spoedig achter dat het vele reizen niet voor haar is weggelegd. Ze gaan zich afvragen wat ze met elkaar gemeen hebben.

## Rolverdeling
| Acteur           | Personage     |
| ---------------- | ------------- |
| Jeanne Crain     | Peggy Mayhew  |
| Dan Dailey       | Chuck Arnold  |
| Oscar Levant     | Oscar Hoffman |
| Barbara Lawrence | Louise Crane  |
| Selena Royle     | Cora Mayhew   |
| Percy Kilbride   | Andrew Mayhew |
| Herbert Anderson | Eddie         |

## Filmmuziek
- Concerto in F
- Happy Days Are Here Again
- Lilacs in the Rain
- You Were Meant for Me
- If I Had You
- Can't Sleep a Wink
- Crazy Rhythm
- I'll Get By
- Good Night, Sweetheart
- Ain't Misbehavin'
- Ain't She Sweet?